# František Nachtikal
František Nachtikal (1. prosince 1874 Kralovice u Plzně – 12. dubna 1939 Praha-Podolí) byl český fyzik a pedagog.

## Život
Vystudoval gymnázium v Klatovech, poté filosofickou fakultu Karlovy univerzity a po získání doktorátu ještě po jednom semestru na universitě v Götingenu a pařížské Sorboně. V letech 1899–1902 učil na středních školách (v roce 1900 se přestěhoval do Brna), poté dalších 19 let na Vyšší státní průmyslové škole v Brně. V roce 1903 se v Brně oženil s dcerou majitele domu Hanou, roz. Spinlerovou (1885–1922), avšak předčasně ovdověl. Měli spolu tři děti – Helenu (* 1904), Františka (* 1905) a Jarmilu (* 1906). V letech 1921–1926 působil jako profesor na brněnské technice (v letech 1925–1926 byl děkanem odboru chemického inženýrství), poté se přestěhoval do Prahy, kde pokračoval v práci na ČVUT. Hlavním tématem jeho prací byla akustika a pružnost, byl ale také například propagátorem teorie relativity. Byl jedním ze zakládajících členů Čsl. statistické společnosti.

## Dílo
Během své kariéry napsal řadu učebnic, skript a odborných prací.
- Princip relativity: názorný výklad. Brno: A. Píša, 1921. 114 s.